# Островское (Донецкая область)
Островское (укр. Острівське) — посёлок в Покровском районе Донецкой области Украины.
Население по переписи 2001 года составляло 323 человека.